# Linea Tōbu Tōjō

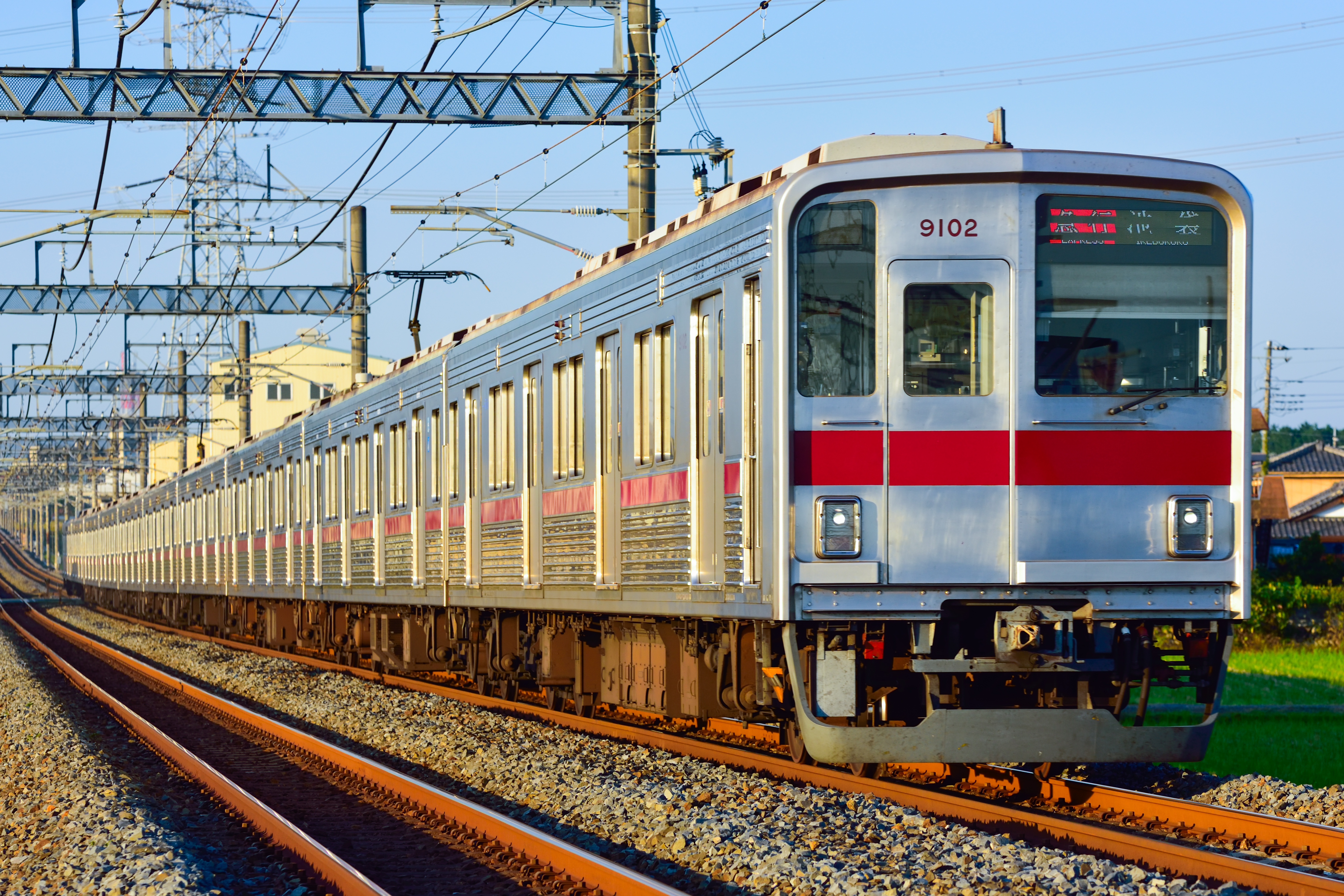
Treno della serie 9000 alla

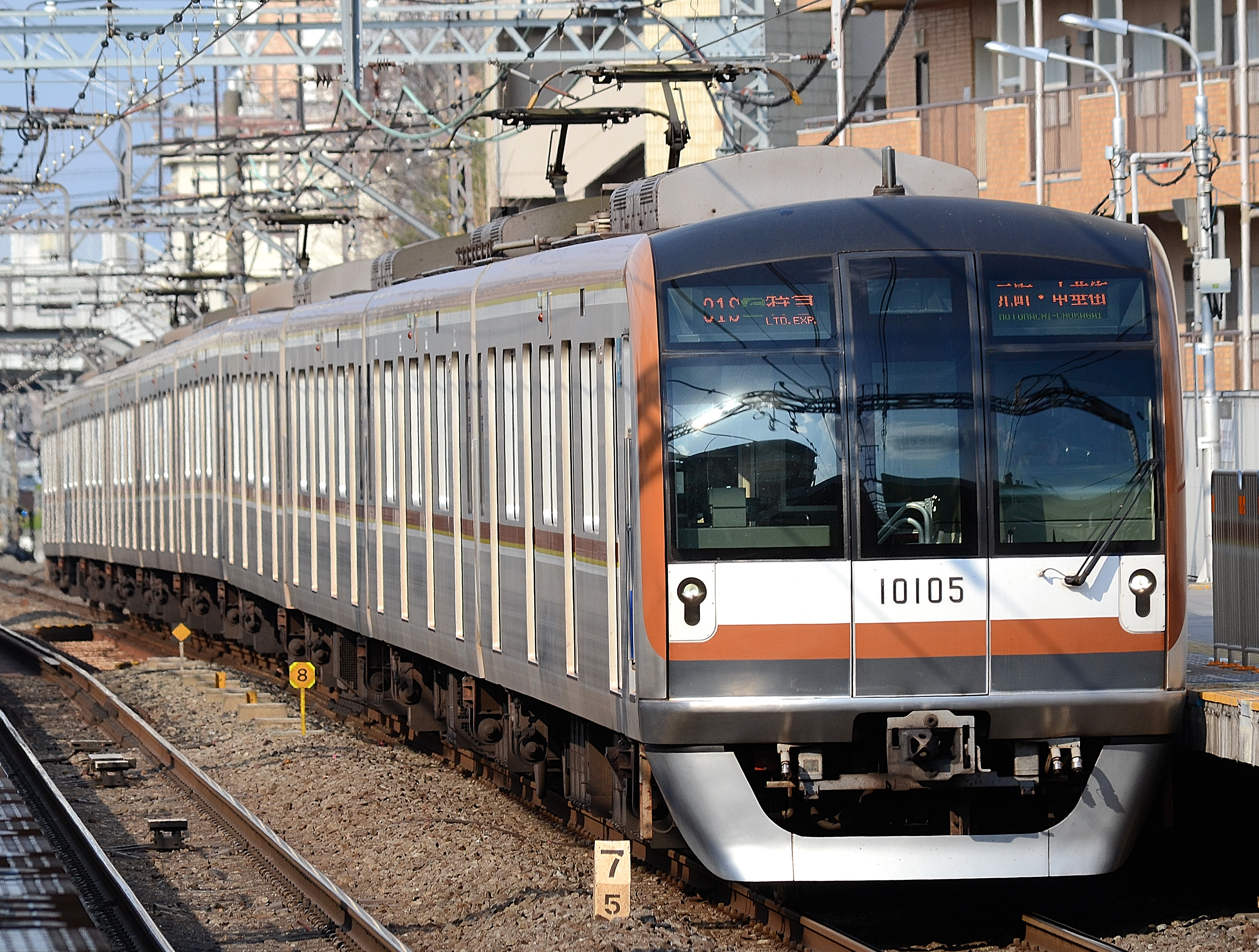
Treno serie 10000 della Tokyo Metro proveniente dalla linea Fukutoshin

La  Linea Tōbu Tōjō (東武東上線?, Tōbu Tōjō-sen) gestita dalle Ferrovie Tōbu è una ferrovia a scartamento ridotto che collega le stazioni di Ikebukuro a Tokyo e Yorii, nella città omonima della prefettura di Saitama, collegando anche le città e i paesi situati fra le due città, fra cui Wakō, Asaka, Kawagoe e Sakado. Assieme alla linea Ogose, la Tōjō fa parte delle linee Tōjō del gruppo Tōbu, separato dalle altre linee Tōbu, come la Isesaki e la Noda, situate nella zona orientale di Tokyo.
Il nome della linea deriva da Tokyo (東京) e Jōshū (上州) (una vecchia provincia ora situata a Gunma).

## Caratteristiche principali
- Lunghezza：75,0 km
- scartamento：1067 mm
- Sezioni a doppio binario：
  - Ikebukuro - Wakōshi: 12,5 km
  - Shigi - Semaforo di Arashiyama: 42,3 km
- Sezione quadruplicata: Wakōshi - Shigi: 5,3 km
- Sezione a binario singolo: Semaforo di Arashiyama - Yorii: 14,9 km
- Elettrificazione: completa a 1500 V CC
- Velocità massima: 105 km/h

## Servizi
Locale (普通?, Futsū) (L)
ferma in tutte le stazioni
 Diretto Yūrakuchō e Fukutoshin (有楽町線・副都心線直通?, Yūrakuchō-Fukutoshin Chokutsū) (YF)
Treni provenienti dalle linee Yūrakuchō e Fukutoshin della metropolitana
 Semiespresso (準急?, Junkyū) (SE)
 Espresso pendolari (通勤急行?, Tsūkin Kyūkō) (EP)
 Espresso (急行?, Kyūkō) (E)
 Espresso Rapido (快速急行?, Kaisoku Kyūkō) (ER)
 TJ Liner (TJライナー?, Tījē Rainā) (TJ)
Il TJ Liner è un servizio limitato che opera la sera da Ikebukuro ai sobborghi, con 9 treni nei giorni settimanali e 4 in quelli festivi. Alcuni treni terminano a Shinrinkōen, mentre altri continuano fino a Ogawamachi. Per utilizzare questi treni dalla stazione di Ikebukuro è necessario un supplemento di 300 yen. I posti non sono prenotabili, ma il biglietto indica in quale carrozza salire.

### Servizi su altre linee
La linea Tōjō e le linee della metropolitana Fukutoshin e Yūrakuchō vengono utilizzate reciprocamente con diversi servizi diretti. A partire dal 2013, la linea Fukutoshin disporrà di servizi diretti sulla linea Tōkyū Tōyoko creando quindi un lungo corridoio fra la linea Tōjō e Yokohama.

## Stazioni
| Num.  | Stazione          | Giapponese | Distanza | L | YF            | SE          | EP | E  | ER | TJ            | Collegamenti | Posizione        | Posizione |
| ----- | ----------------- | ---------- | -------- | - | ------------- | ----------- | -- | -- | -- | ------------- | --- | ---------------- | --------- |
| TJ-01 | Ikebukuro         | 池袋       | 0.0      | ● |               | ●           | ●  | ●  | ●  | ●             | Linea Yūrakuchō Linea Fukutoshin Linea Marunouchi ■ Linea Saikyō ■ Linea Shōnan-Shinjuku ■ Linea Yamanote ● Linea Seibu Ikebukuro | Toshima          | Tokyo     |
| TJ-02 | Kita-Ikebukuro    | 北池袋     | 1.2      | ● | \|            | \|          | \| | \| | \| |               | | Toshima          | Tokyo     |
| TJ-03 | Shimo-Itabashi    | 下板橋     | 2.0      | ● | \|            | \|          | \| | \| | \| |               | | Toshima          | Tokyo     |
| TJ-04 | Ōyama             | 大山       | 3.0      | ● | \|            | \|          | \| | \| | \| |               | Itabashi |                  | Tokyo     |
| TJ-05 | Naka-Itabashi     | 中板橋     | 4.0      | ● | \|            | \|          | \| | \| | \| |               | Itabashi |                  | Tokyo     |
| TJ-06 | Tokiwadai         | ときわ台   | 4.7      | ● | \|            | \|          | \| | \| | \| |               | Itabashi |                  | Tokyo     |
| TJ-07 | Kami-Itabashi     | 上板橋     | 6.0      | ● | \|            | \|          | \| | \| | \| |               | Itabashi |                  | Tokyo     |
| TJ-08 | Tōbu-Nerima       | 東武練馬   | 7.4      | ● | \|            | \|          | \| | \| | \| |               | Itabashi |                  | Tokyo     |
| TJ-09 | Shimo-Akatsuka    | 下赤塚     | 8.9      | ● | \|            | \|          | \| | \| | \| |               | Itabashi |                  | Tokyo     |
| TJ-10 | Narimasu          | 成増       | 10.4     | ● | ●             | ●           | ●  | \| | \| |               | Itabashi |                  | Tokyo     |
| TJ-11 | Wakōshi           | 和光市     | 12.5     | ● | ●             | ●           | ●  | ●  | ●  | \|            | Linea Yūrakuchō Linea Fukutoshin                                                                                                  | Wakō             | Saitama   |
| TJ-12 | Asaka             | 朝霞       | 14.0     | ● | ●             | ●           | \| | \| | \| | \|            | | Asaka            | Saitama   |
| TJ-13 | Asakadai          | 朝霞台     | 16.4     | ● | ●             | ●           | \| | ●  | \| | \|            | Linea Musashino (Stazione di Kita-Asaka)                                                                                          | Asaka            | Saitama   |
| TJ-14 | Shiki             | 志木       | 17.8     | ● | ●             | ●           | ●  | ●  | ●  | \|            | | Niiza            | Saitama   |
| TJ-15 | Yanasegawa        | 柳瀬川     | 19.3     | ● | ●             | ●           | ●  | \| | \| | \|            | | Shiki            | Saitama   |
| TJ-16 | Mizuhodai         | みずほ台   | 20.6     | ● | ●             | ●           | ●  | \| | \| | \|            | | Fujimi           | Saitama   |
| TJ-17 | Tsuruse           | 鶴瀬       | 22.0     | ● | ●             | ●           | ●  | \| | \| | \|            | | Fujimi           | Saitama   |
| TJ-18 | Fujimino          | ふじみ野   | 24.2     | ● | ●             | ●           | ●  | ●  | \| | ●             | | Fujimi           | Saitama   |
| TJ-19 | Kami-Fukuoka      | 上福岡     | 25.9     | ● | ●             | ●           | ●  | \| | \| | \|            | | Fujimino         | Saitama   |
| TJ-20 | Shingashi         | 新河岸     | 28.3     | ● | ●             | ●           | ●  | \| | \| | \|            | | Kawagoe          | Saitama   |
| TJ-21 | Kawagoe           | 川越       | 30.5     | ● | ●             | ●           | ●  | ●  | ●  | ●             | ■ Linea Kawagoe (Linea Saikyō) ■ Linea Hachikō                                                                                    | Kawagoe          | Saitama   |
| TJ-22 | Kawagoeshi        | 川越市     | 31.4     | ● | ●             | ●           | ●  | ●  | ●  | ●             | Linea Seibu Shinjuku (Hon-Kawagoe)                                                                                                | Kawagoe          | Saitama   |
| TJ-23 | Kasumigaseki      | 霞ヶ関     | 34.8     | ● | ●             | ●           | ●  | ●  | \| | \|            | | Kawagoe          | Saitama   |
| TJ-24 | Tsurugashima      | 鶴ヶ島     | 37.0     | ● | ●             | ●           | ●  | ●  | \| | \|            | | Tsurugashima     | Saitama   |
| TJ-25 | Wakaba            | 若葉       | 38.9     | ● | ●             | ●           | ●  | ●  | \| | \|            | | Sakado           | Saitama   |
| TJ-26 | Sakado            | 坂戸       | 40.6     | ● | ●             | ●           | ●  | ●  | ●  | ●             | Linea Tōbu Ogose | Sakado           | Saitama   |
| TJ-27 | Kita-Sakado       | 北坂戸     | 42.7     | ● | ●             | ●           | ●  | ●  | \| | \|            | | Sakado           | Saitama   |
| TJ-28 | Takasaka          | 高坂       | 46.2     | ● | ●             | ●           | ●  | ●  | \| | \|            | | Higashimatsuyama | Saitama   |
| TJ-29 | Higashi-Matsuyama | 東松山     | 49.9     | ● | ●             | ●           | ●  | ●  | ●  | ●             | | Higashimatsuyama | Saitama   |
| TJ-30 | Shinrinkōen       | 森林公園   | 52.6     | ● | ●             | ●           | ●  | ●  | ●  | ●             | | Namegawa Hiki    | Saitama   |
| TJ-31 | Tsukinowa         | つきのわ   | 55.4     | ● |               | ●           | ●  | ●  | ●  | ●             | | Namegawa Hiki    | Saitama   |
| TJ-32 | Musashi-Ranzan    | 武蔵嵐山   | 57.1     | ● | ●             | ●           | ●  | ●  | ●  |               | Ranzan Hiki |                  | Saitama   |
| TJ-33 | Ogawamachi        | 小川町     | 64.1     | ● | ●             | ●           | ●  | ●  | ●  | Linea Hachikō | Ogawa Hiki |                  | Saitama   |
| TJ-34 | Tōbu-Takezawa     | 東武竹沢   | 67.1     | ● |               |             |    |    |    |               | Ogawa Hiki |                  | Saitama   |
| TJ-35 | Obusuma           | 男衾       | 70.8     | ● |               | Yorii Ōsato |    |    |    |               | |                  | Saitama   |
| TJ-36 | Hachigata         | 鉢形       | 73.5     | ● |               | Yorii Ōsato |    |    |    |               | |                  | Saitama   |
| TJ-37 | Tamayodo          | 玉淀       | 74.4     | ● |               | Yorii Ōsato |    |    |    |               | |                  | Saitama   |
| TJ-38 | Yorii             | 寄居       | 75.0     | ● | Linea Hachikō | Yorii Ōsato |    |    |    |               | |                  | Saitama   |